# 寺崎未来
寺崎 未来（てらさき みらい、1998年11月2日 - ）は、琉球朝日放送のアナウンサー。東京都世田谷区三軒茶屋出身。
父はテレビ朝日アナウンサーの寺崎貴司。

## 来歴
慶應義塾高校、慶應義塾大学法学部政治学科卒業。
2021年、琉球朝日放送入社。
2025年5月1日、突如アナウンサーの公式サイトからプロフィールが削除され、X（旧Twitter）やInstagramのアカウントも閉鎖された。また公式動画配信からも寺崎が出演した内容がすべて削除された。

## 出演

### 現在
- CATCHY - 第1部：ニュースやロケなどで出演 / 第2部：金曜日MC・フィールドキャスター・スポーツキャスターとして出演 台風上陸時や宮古島ヘリ事故の中継リポートも担当
- 速報‼めざせ甲子園!
- ANN/QABニュース
- 高校野球 夏の沖縄大会 - 実況・スタンドリポーター
- めざせウインターカップ 高校バスケ沖縄県予選決勝 - 実況
- 選挙STATION - 沖縄ローカルゾーンでリポーター担当

### 過去
- Qプラス
- サキドリQ
- 琉熱GameTV - 沼尻アナの代打で出演（2021年）
- 音楽チャンプ - 2022年9月28日（テレビ朝日）
- ジ・アナウンサーズ - ゲスト出演（RBCiラジオ）
- ウチラン - 2024年2月25日 「沖縄車窓がきれいなバス路線ランキング」で出演
- おひがらサンデー 月下笑人 - 2024年9月8日「わった〜バス党 乗りほ〜DAYスペシャル」で出演（ラジオ沖縄）
- 錦鯉が行く!のりのり散歩（2025年3月8日、北海道テレビ）- 沖縄エリア編#2